# Myth Takes
Myth Takes è un album del gruppo dance punk statunitense !!! del 2007.

## Tracce
1. Myth Takes – 2:24
2. All My Heroes Are Weirdos – 3:04
3. Must Be the Moon – 5:56
4. A New Name – 4:54
5. Heart of Hearts – 6:02
6. Sweet Life – 3:46
7. Yadnus – 5:13
8. Bend Over Beethoven – 8:06
9. Break in Case of Anything – 3:39
10. Infinifold – 5:11

È stata anche pubblicata un'altra versione dell'album com un secondo cd comprendente tre remix:
1. Myth Takes (A Couth Take) - 2:14
2. Bend Over Beethoven (Original Nashville Jam) - 4:03
3. Heart of Hearts (The Brothers Mix) - 5:43

## Formazione
- Mario Andreoni - chitarra, basso e in parte tastiera e percussioni
- Dan Gorman - corno e in parte percussioni e controcanto
- Nic Offer - voce, tastiera e in parte chitarra
- Tyler Pope - chitarra, basso e vari strumenti elettronici
- John Pugh - batteria, voce e in parte basso e percussioni
- Justin Vandervolgen - basso
- Allan Wilson - corno e percussioni
- Gerald Fuchs - batteria

### Musicisti aggiuntivi
- Jonno Lee, David Weiss, Joseph Baldbridge, Dayvan Duronslet, John Blake - percussioni in All My Heroes Are Weirdos
- Shannon Funchess - voce in Heart of Hearts
- Jared Samuel - Heart of Hearts
- Eric Emm - Infinifold
- Olivia Mori - voce in Infinifold
- Phyllis Forbes, Molly Schnick, Madeline Davies - voce in Break in Case of Anything
- Amy Cimini - viola in Infinifold
- Heather Sommerlad, Lori Told, Alex Powell, Adele Mori - violino in Yadnus